# Hockey Europe
Die Hockey Europe ist eine im Oktober 2008 gegründete Vereinigung der stärksten europäischen Eishockey-Profiligen.

## Ziel
Das Ziel der Vereinigung sind freundschaftliche Beziehungen untereinander und Unterstützung der Vermarktung des Profieishockeys in Europa. Insbesondere sollen gemeinsame Interessen gegenüber der nordamerikanischen National Hockey League (NHL) und der russischen Kontinentalen Hockey-Liga (KHL) vertreten werden. Vor der Saison 2008/09 war es zu Konflikten zwischen KHL, NHL und den Mitgliedsligen von Hockey Europe gekommen. Da damals kein Transferabkommen zwischen den Ligen bestand, waren mehrere Spieler trotz laufender Verträge in die neu gegründete KHL und in die NHL gewechselt. Zudem planten sowohl KHL als auch NHL eine Expansion nach Mitteleuropa.

## Rechtsform und Sitz
Hockey Europe hat die Rechtsform einer Europäischen Wirtschaftlichen Interessenvereinigung und fungiert damit auch als Interessenvertretung gegenüber der Europäischen Union (EU). Da die Schweiz nicht Mitglied der EU ist, gilt die Schweizer NLA offiziell als assoziiertes Mitglied, hat aber die gleichen Rechte wie die restlichen Mitglieder. Der Sitz der Vereinigung ist Neuss.

## Organe
Hockey Europe wird von einem ehrenamtlichen Präsidenten geführt. Das Amt wechselt jährlich zwischen den Mitgliedsligen. Der derzeitige Amtsträger ist Denis Vaucher, CEO der National League.
| Saison  | Präsident             | Liga                      |
| ------- | --------------------- | ------------------------- |
| 2008/09 | Jukka-Pekka Vuorinen  | SM-liiga                  |
| 2009/10 | Peter Gudmundson      | Elitserien                |
| 2010/11 | Christian Feichtinger | Erste Bank Eishockey Liga |
| ?       | Jörgen Lindgren       | Svenska Hockeyligan       |

## Mitglieder
- Liiga
- Svenska Hockeyligan
- Tipsport Extraliga
- PENNY Deutsche Eishockey Liga
- National League
- ICE Hockey League (seit 2010, mit Clubs aus Ungarn, Italien und Slowenien)[1]
- Champions Hockey League

### Frühere Mitglieder
- Tipsport Liga (Extraliga)